# Cavitazione e canto delle eliche

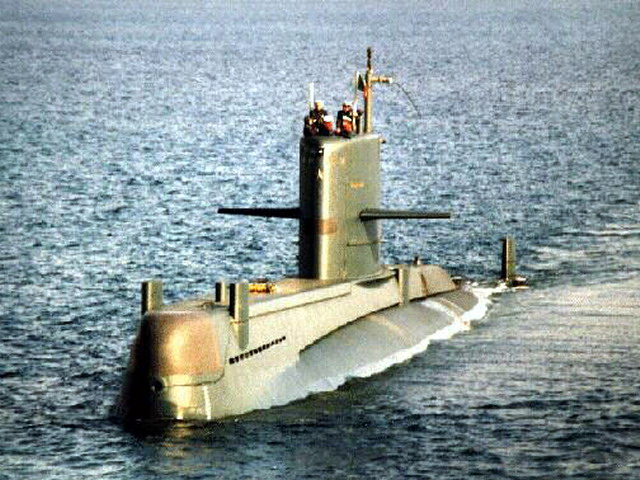
Sottomarino Sauro con sonar di navigazione.

I fenomeni di cavitazione e canto delle eliche in mare sono stati studiati nell'ambito dello sviluppo tecnologico degli apparati di localizzazione subacquea passiva, apparati che non operano la ricerca dei bersagli con il metodo dell'eco .
Il rumore generato in mare dalla cavitazione è tra i diversi rumori che consentono la localizzazione sonar dei semoventi che li irradiano.

## Cavitazione delle eliche

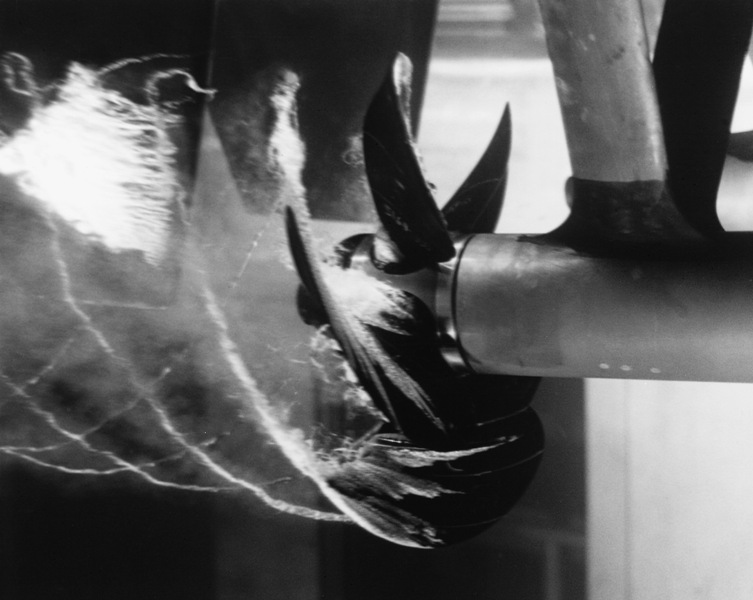
Vista di un'elica di un mezzo navale in cavitazione

La cavitazione consiste nella espansione e successiva contrazione ed esplosione di nuclei di vapore contenuti in un liquido quando in questo si determini una pressione più bassa della tensione di vapore relativa al liquido di cui si tratta ed alla temperatura alla quale questo si trova. 
Le cause più frequenti di cavitazione sono le variazioni di pressione che si determinano in un liquido in conseguenza o del moto di un corpo solido o della propagazione di un'onda acustica molto intensa. 
Il fenomeno che si verifica in mare è attribuibile, prevalentemente, alla rotazione delle eliche  dei semoventi marini dove l'esplosione delle bolle prodotte dall'elica in acqua generano il rumore che caratterizza, in parte, i rumori prodotti dal semovente.
La più importante componente di rumore generata nell'ambiente marino è attribuibile alla cavitazione delle eliche di semoventi navali; essa esplica incisiva influenza anche sull'intensità del rumore irradiato all'esterno da semoventi sia di superficie che subacquei nonché sul rumore che, dall'interno di tali semoventi, si rileva a mezzo delle apparecchiature di scoperta attive e passive sugli stessi installate.
Altre parti dello scafo di un semovente possono provocare fenomeni di cavitazione, asperità delle superfici, sistemi acustici esterni allo scafo, sensori sonar. 
La cavitazione ha importanza anche sotto molti altri aspetti che prescindono dalle manifestazioni e dalle applicazioni di carattere acustico-subacqueo: è noto infatti che sulle superfici di organi meccanici, quali pale di eliche, di turbine idrauliche e pompe centrifughe ed in genere di corpi mobili entro liquidi, alle alte velocità si manifestano fenomeni di cavitazione e si verificano conseguentemente fenomeni di erosione capaci di determinarne entro breve tempo l'usura.

### Variabili di cavitazione
Il parametro {\displaystyle V}  che stabilisce la velocità limite al di là della quale si instaura la cavitazione delle eliche è determinato dall'espressione:
{\displaystyle V=2\cdot (Po-Pv)/(\rho \cdot Vs)}  
in cui:
{\displaystyle Po} è la pressione ambiente
{\displaystyle Pv} è la tensione da vapore d'acqua
{\displaystyle \rho } è la densità dell'acqua
{\displaystyle Vs} è la velocità di rotazione del bordo delle eliche
Date le caratteristiche delle variabili la formula è di difficile applicazione pratica pur restando un modello dal quale valutare la soglia di cavitazione.

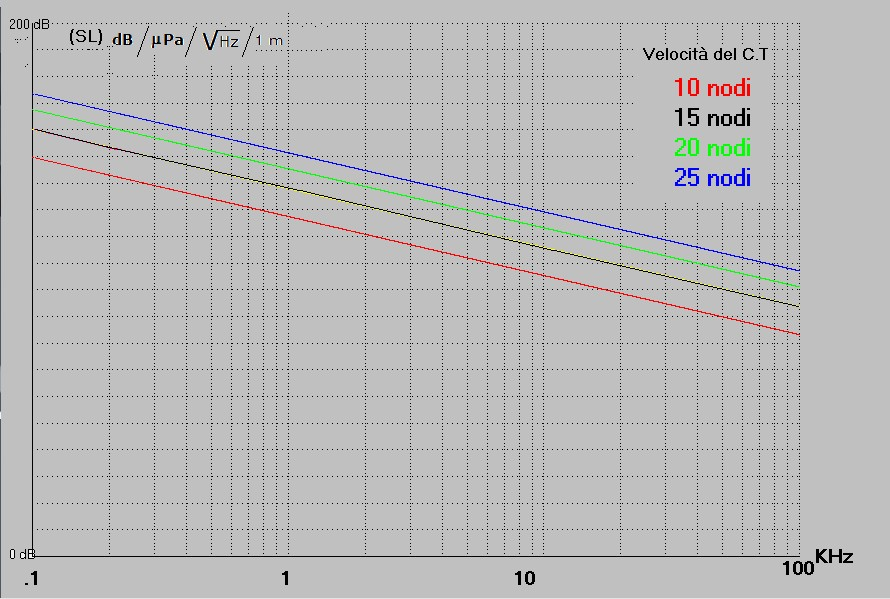
Sistema di assi cartesiani: Insieme delle curve del livello della pressione acustica di rumore generata da un cacciatorpediniere della seconda guerra mondiale, la curva più elevata è indicativa del rumore dovuto, in prevalenza, dalla cavitazione delle eliche

### Livelli acustici generati
Il livello di pressione acustica generato dal fenomeno della cavitazione dalle eliche di una nave cacciatorpediniere può essere evidenziato, in un sistema di assi cartesiani, da una caratteristica curva, di un insieme di curve relative a rilievi sperimentali su navi di tale tipo, dove il rumore di cavitazione delle eliche è preponderante rispetto agli altri rumori irradiati dallo scafo con la conseguenza che i valori di pressione acustica tabulati nelle varie campagne di misura possono essere indicativi della pressione acustica in oggetto.
Per un CT   a {\displaystyle 25\ nodi}, ad esempio, il livello spettrale  decresce da 
{\displaystyle \approx 174\ dB/\mu Pa\ /{\sqrt {Hz}}/1\ m\ } per {\displaystyle f=0.1\ kHz\ } a 
{\displaystyle \ \approx 108\ dB/\mu Pa\ /{\sqrt {Hz}}/1\ m\ } per {\displaystyle f=85\ kHz\ }
con buona approssimazione tale livello spettrale è attribuibile prevalentemente alla cavitazione delle eliche. 
Le altre curve, relative a velocità inferiori, non sono indicative del rumore generato dalla cavitazione delle eliche.
Nei diagrammi tracciati nel sistema di assi cartesiani non sono visibili le righe di frequenza dovute al canto delle eliche, presenti quasi sempre nello spettro del rumore emesso da un semovente navale, in quanto i dati riportati nelle curve sono la media di innumerevoli misure in mare.

## Canto delle eliche
La cavitazione è accompagnata dal canto delle eliche , fenomeno dipendente da vibrazioni caratteristiche generate dai bordi delle pale durante la loro rotazione.
A causa di queste particolari vibrazioni nello spettro del rumore di cavitazione sono presenti alcune righe di frequenza che emergono dalla continuità dello spettro stesso.

### Generazione
La posizione frequenziale del picco delle righe dipende dalle dimensioni delle eliche e dalla loro velocità di rotazione: ad alta velocità (e nei sottomarini a quote di immersione è di modesto valore) il vertice della campana si colloca al di sotto del centinaio di {\displaystyle Hz}; in alcuni casi anche nell'intorno dei {\displaystyle 50\ Hz}; a bassa velocità, e a profondità più elevate nei sottomarini, il vertice sale in su a valori prossimi a {\displaystyle 1000\ Hz}.
In alcune condizioni dinamiche, ed anche in funzione della configurazione meccanica e del materiale di costruzione delle pale, le eliche in rotazione generano un segnale tonale.

Esso può essere considerato come un'oscillazione di rilassamento, cioè una specie di quelle oscillazioni che si determinano in un sistema quando esso è eccitato da impulsi di breve durata, la cui cadenza è però tale che l'eccitazione venga fornita nella fase corretta; un fenomeno analogo si origina nei fili telegrafici, in presenza di correnti d'aria instabili.

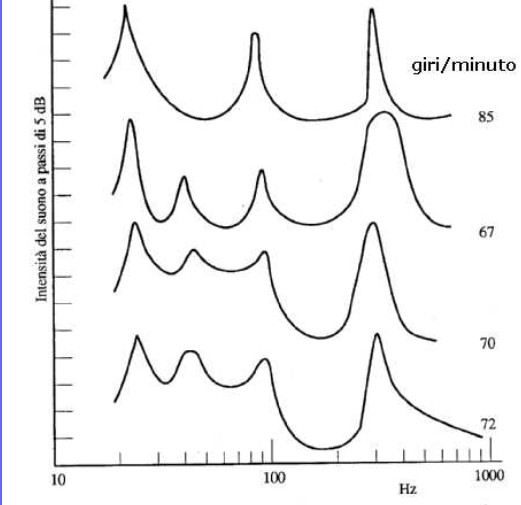
Serie di spettri generati da un'elica che canta

Spesso un'elica, che sembra identica ad un'altra, produce un canto che nell'altra non si manifesta; alcune volte canta una sola pala; altre volte due pale della stessa elica cantano a frequenze differenti.

### Analisi armonica
L'analisi armonica mostra la presenza delle righe che alterano lo spettro uniforme di cavitazione in un andamento di una serie di campane a partire dalle frequenze più basse che sale con una pendenza di circa {\displaystyle 6\ dB/ottava} , raggiunge il vertice, poi comincia a diminuire con una pendenza di {\displaystyle -6\ dB/ottava}; al diminuire della profondità dei mezzi sottomarini o al crescere della velocità per ogni mezzo marino, cresce l'ampiezza del picco e la sua posizione si sposta verso le basse frequenze; all'aumentare della profondità per i sottomarini al diminuire della velocità per tutti i mezzi, il picco diminuisce e si sposta verso le alte frequenze.

### Osservazioni
L'ampiezza delle righe dello spettro oscilla di circa {\displaystyle +/-\ 6\ dB}, sopra al livello medio del rumore proprio di cavitazione che è dell'ordine di {\displaystyle \approx 174\ dB/\mu Pa\ /{\sqrt {Hz}}/1\ m\ }.
Questa oscillazione, che ben poco incide sul livello del rumore di cavitazione, era rivelata ad orecchio, un tempo, a scopo tattico  da operatori di grande esperienza nella conduzione dei sonar passivi dei sottomarini.
Oggi il problema è risolto con i moderni sistemi di analisi spettrale computerizzata che consentono, in tempo reale, la classificazione del semovente localizzato.